# Pseudomadius viridiventris
Pseudomadius viridiventris is een keversoort uit de familie mierkevers (Cleridae). De wetenschappelijke naam van de soort is voor het eerst geldig gepubliceerd in 1924 door Chapin.